# Инч
Инч (енгл. inch), цол или палац је име јединице мере за дужину у империјалном систему мера (који се данас користи у Америци и неким државама које су својевремено биле део Британског царства). Његова величина се може разликовати од система до система. За међународне јединице мере важи да у једном јарду има 36 а у једној стопи 12 инча.

## Употреба
Инч је уобичајена јединица за дужину која се широко користи у Сједињеним Државама, Канади, и Уједињеном Краљевству. Такође се користи у Јапану за електронске делове, посебно екране. У већем делу континенталне Европе, инч се такође неформално користи као мера за екране. За Уједињено Краљевство, упутство о употреби у јавном сектору наводи да се од 1. октобра 1995. године, без временског ограничења, инч (заједно са стопом) користити као примарна јединица за путне знакове и сродна мерења удаљености (са могућим изузетак висине и ширине слободног простора) и да се може наставити да се користи као секундарна или допунска индикација након метричког мерења у друге сврхе.
Поделе инча се обично пишу помоћу дијадичних разломака са непарним бројиоцима; на пример, два и три осмине инча се пише као 2+3/8″, а не као 2.375″ нити као 2+6/16″. Међутим, у инжењерске сврхе разломци се обично дају на три или четири децимале и то већ дуги низ година.

## Историја
Најраније познато спомињање инча у Енглеској потиче из Ателберхтових закона који датирају из раног 7. века, који су сачувани у једном рукопису, Textus Roffensis из 1120. године. Став LXVII утврђује новчану казну за ране различите дубине: један инч, један шилинг; два инча, два шилинга, итд.
Англосаксонска јединица за дужину било је зрно јечма. После 1066. године, 1 инч је био једнак 3 зрна јечма, што је наставило да буде његова законска дефиниција неколико векова, при чему је зрно јечма било основна јединица.. Једна од најранијих таквих дефиниција је она из 1324. године, где је правна дефиниција инча постављена у статуту Едварда II од Енглеске, дефинишући га као „три зрна јечма, сува и округла, постављена крај до краја, по дужини“.
Сличне дефиниције су забележене у енглеским и велшким средњовековним правним трактатима. Један, који датира из прве половине 10. века, садржан је у Законима Хајвел Да који су заменили законе Дифнвала, још ранију дефиницију инча у Велсу. Обе дефиниције, као што је забележено у Древним законима и институтима Велса (том i, стр. 184, 187, 189), гласе да су „три дужине јечма су инч“.
Сматра се да је шкотски краљ Дејвид I у својој Уредби о теговима и мерама (око 1150. године) дефинисао шкотски инч као ширину палца просечног мушкарца на дну нокта, укључујући и захтев да се израчуна просек мале, средње и велике мушке мере. Међутим, најстарији сачувани рукописи потичу из раног 14. века и изгледа да су измењени укључивањем новијег материјала.
Године 1814, Чарлс Батлер, наставник математике у Чим школи, забележио је стару законску дефиницију инча као „три зрна здравог зрелог јечма која се изваде из средине класа, добро осуше и полажу крај до краја у низу “, и поставио јечам, а не инч, као основну јединицу енглеског система дужинских мера, из којег су изведене све остале јединице. Џон Бувије је на сличан начин записао у свом правном речнику из 1843. да је јечам основна мера. Бутлер је, међутим, приметио да „[а] дужина зрна јечма не може да се фиксира, тако да ће инч према овој методи бити неизвестан“, напомињући да је стандардна мера инча сада [тј. до 1843] чувана у државном трезору, Гилдхол, и то је била законска дефиниција инча.
Ово је такође напоменуо Џорџ Лонг у својој Penny Cyclopædia из 1842, примећујући да су стандардне мере до тада превазишле дефиницију инча по јечму, и да би обнављање мере инча из њене оригиналне дефиниције, у случају да стандардна мера буде уништена, подразумевало мерење великог броја зрна јечма и узимање њихових просечних дужина. Напоменуо је да овај процес неће савршено опоравити стандард, јер би могао унети грешке у опсегу од једне стотине до једне десетине инча у дефиницији јарда.
Пре усвајања међународног јарда и фунте, у употреби су биле различите дефиниције. У Уједињеном Краљевству и већини земаља Британског Комонвелта, инч је дефинисан у смислу Империјалног стандардног јарда. Сједињене Државе су усвојиле фактор конверзије 1 метар = 39,37 инча актом из 1866. године. Године 1893, Менденхол је наредио да се физичка реализација инча заснива на међународним прототиповима бројила 21 и 27, који су примљени од CGPM-а, заједно са претходно усвојеним фактором конверзије.
Као резултат горе наведених дефиниција, амерички инч је ефективно дефинисан као 25,4000508 mm (са референтном температуром од 68 степени Фаренхајта) и УК инч на 25,399977 mm(са референтном температуром од 62 степена Фаренхајта). Када је Карл Едвард Џохансон 1912. почео да производи мерне блокове у инчним величинама, Џохансонов компромис је био да производи мерне блокове номиналне величине од 25,4 mm, са референтном температуром од 20 °C, са тачношћу од неколико делова на милион обе званичне дефиниције. Пошто су Џохансонови блокови били толико популарни, његови блокови су постали де факто стандард за произвођаче на међународном нивоу, са другим произвођачима блокова мерача који су следили Џохансонову дефиницију тако што су производили блокове дизајниране да буду еквивалентни његовим.
Године 1930, Британска институција за стандарде усвојила је инч од тачно 25,4 mm. Америчко удружење за стандарде је следило тај пример 1933. До 1935. индустрија у 16 земаља је усвојила „индустријски инч“, како је постао познат, ефективно подржавајући Џохансонов прагматичан избор коефицијента конверзије.
Године 1946, Комонвелтски научни конгрес препоручио је јард од тачно 0,9144 метара за усвајање широм Британског Комонвелта. Ово је усвојила Канада 1951; Сједињене Државе 1. јула 1959; Аустралија 1961, при чему је ступио на снагу 1. јануара 1964; и Уједињено Краљевство 1963, са ступањем на снагу 1. јануара 1964. Нови стандарди су навели инч од тачно 25,4 mm, 1,7 милионитих делова инча дужи од старог империјалног инча и 2 милионита дела инча краћи од старог америчког инча.

## Међународни инч
У години 1958. Америка и остале богате земље су дефинисале дужину међународног јарда (0,9144 метара ). Као последица тога, дужина инча је била дефинисана као једнака 25,4 милиметара.
Међународни стандардни симбол за инч је „in“ (ISO 31-1, Анекс А).

## Поређење са другим јединицама
Један међународни инч је једнак:
- 2,54 центиметара (један центиметар је једнак око 0,3937 међународних инча)
- 1 000 тоуова (један тоу је 0,001 или 10-3 инча)
- око 0,08333 стопа (једна стопа износи 12 инча)
- око 0,02778 јарда (један јард износи 36 инча)